# Tanel Kurbas
Tanel Kurbas (Tallinn, 8 maggio 1988) è un cestista estone.

## Carriera
Con l'Estonia ha disputato i Campionati europei del 2015.

## Palmarès
- Campionato estone: 7

Kalev/Cramo: 2008-2009, 2018-2019, 2020-2021, 2022-2023, 2023-2024, 2024-2025
Tartu Ülikooli: 2014-2015
- Campionato slovacco: 1

Levice: 2017-2018
- Coppa di Estonia: 7

Kalev/Cramo: 2009, 2020, 2024
Tartu Ülikooli: 2011, 2012, 2014, 2015
- Lega Lettone-Estone: 1

Kalev/Cramo: 2020-2021